# Leopold Schlik zu Bassano und Weißkirchen
Leopold Schlik zu Bassano und Weißkirchen, indicato anche come Schlick o Šlik (Ostrov, 10 luglio 1663 – Praga, 10 aprile 1723), è stato un generale, diplomatico e nobile boemo.

## Biografia
Šlik nacque a Ostrov il 10 luglio 1663. Sposò la contessa Maria Josepha Wratislaw, una delle sorelle di Johann Wenzel Wratislaw. Uno dei suoi antenati, Heinrich Schlick zu Passaun e Weißkirchen, fu a suo tempo presidente del consiglio di guerra di corte dal 1644 al 1648.
Intraprese giovanissimo la carriera diplomatica parallelamente a quella militare e dall'inizio di ottobre del 1698 sino al 26 gennaio 1699 il maggiore generale Šlik rappresentò con Wolfgang di Oettingen-Wallerstein la figura dell'imperatore Leopoldo I del Sacro Romano Impero ai negoziati della pace di Karlowitz.
Il 26 gennaio 1683 Wenzel Ferdinand Popel von Lobkowitz e Massimiliano II Emanuele di Baviera siglarono un accordo di difesa contro la Francia e l'Impero ottomano. Massimiliano Emanuele si impegnò a fornire 8 000 soldati e 
250 000 fiorini annuali di sussidi in tempo di pace e 450 000 in tempo di guerra. Nel marzo del 1692 Massimiliano Emanuele si recò a Bruxelles come governatore generale dei Paesi Bassi spagnoli per conto della Spagna. Il 20 giugno 1692 Šlik divenne sergente generale. Il 6 febbraio 1699 morì il figlio di Massimiliano Emanuele, Giuseppe Ferdinando di Baviera, a Bruxelles e vi fu il sospetto di un possibile avvelenamento da parte dello stesso delegato imperiale. Poco dopo Leopoldo I promosse Šlik al rango di feldmaresciallo luogotenente il 23 gennaio 1700 e nel 1702 lo incaricò di scortare la principessa Teresa Cunegonda Sobieska di Polonia a Monaco di Baviera per il suo matrimonio. Dal settembre 1702 al dicembre 1703, Massimiliano Emanuele occupò la città di Ulma e si trovò poco dopo di fronte le armate imperiali guidate dallo stesso generale Šlik che attraversò il confine bavarese. Nel giugno del 1703 Massimiliano Emanuele conquistò Kufstein con 
12 600 uomini ma non riuscì ad attraversare il ponte di Pontlatzer. L'ambasciatore francese Claude-Louis-Hector de Villars tentò di contendersi l'influenza dell'elettore bavarese con Šlik, il quale nel frattempo era stato nominato ministro plenipotenziario dell'imperatore in Baviera e rimase tale sino alla sua morte nel 1723.
All'inizio di ottobre del 1703 l'imperatore Leopoldo I nominò il feldmaresciallo luogotenente Šlik al ruolo di comandante in capo degli eserciti imperiali di stanza in Ungheria. Dal 9 ottobre 1703 Šlik combatté a Bratislava contro i rivoltosi guidati da Ferencz II Rákóczi. Il 2 maggio 1704 Šlik venne promosso generale di cavalleria.

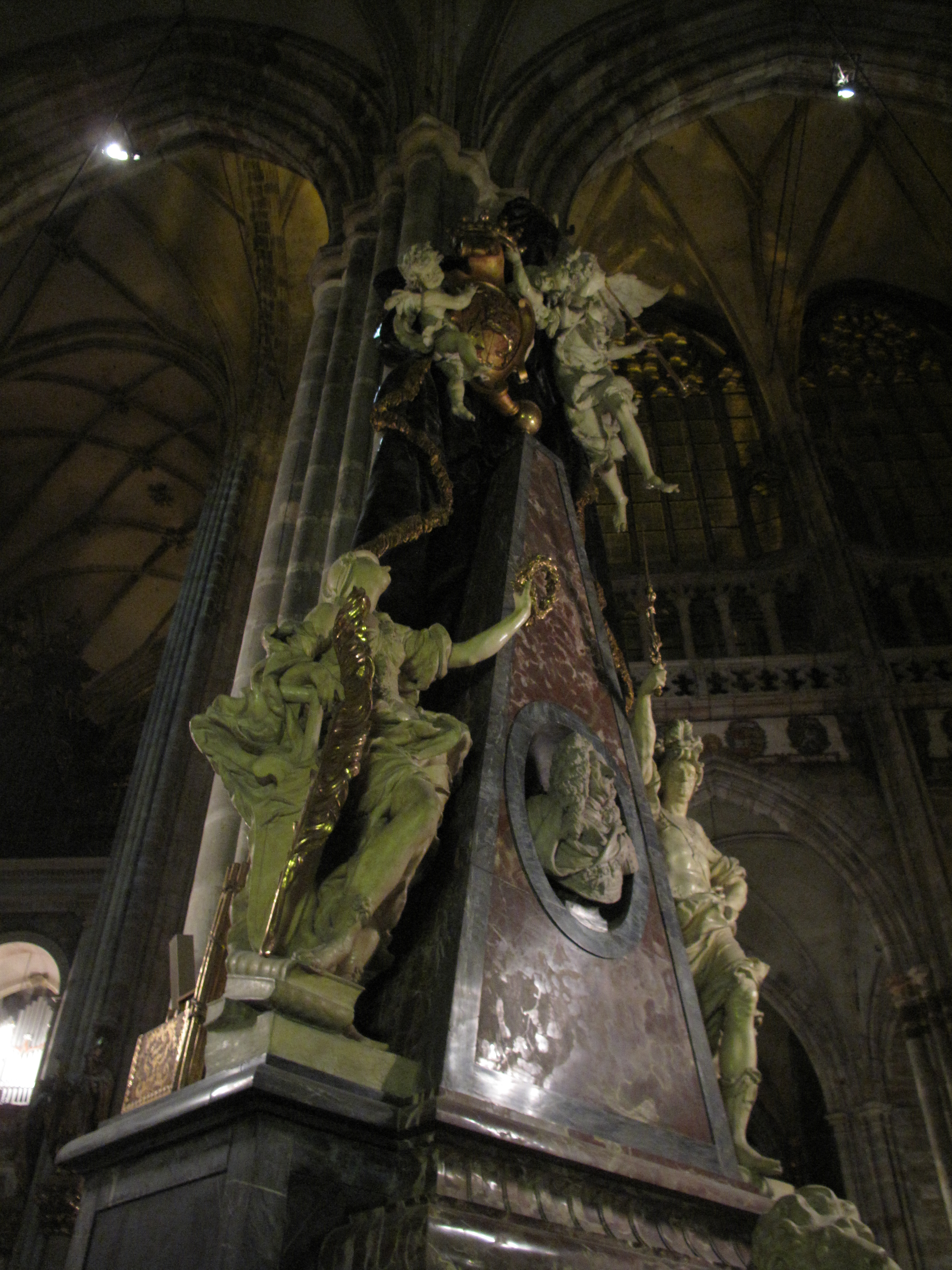
Monumento funebre di Leopold Schlik zu Bassano und Weißkirchen nella cattedrale di san Vito a Praga

Il 13 agosto 1704 ebbe luogo la seconda battaglia di Höchstädt, dopo la quale Massimiliano Emanuele, che si era schierato coi francesi, fuggì dalla Baviera, lasciando campo libero alle truppe imperiali.
L'imperatore Giuseppe I trasferì la carica di commissario generale alla guerra a Šlik nel 1705 con il consenso del principe Eugenio di Savoia. In quella posizione Šlik andò con Carlo Teodoro di Salm e con suo cognato Johann Wenzel Wratislaw von Mitrowitz ad occupare i Paesi Bassi spagnoli, ma il principe Eugenio chiese che l'onere di stazionamento delle truppe in loco fosse distribuito su tutto l'impero per non gravare la popolazione appena liberata. Questo uso delle finanze imperiali indusse il commissario generale alla guerra Šlik a rispondere che un milione di franchi avrebbe dovuto essere sufficiente per la sussistenza delle truppe imperiali per i sei mesi invernali e che il principe avrebbe dovuto sforzarsi di persuadere gli olandesi a far si che si facessero carico di tutte le necessità. Salito al trono l'imperatore Carlo VI del Sacro Romano Impero, il principe Eugenio fece pressione per la sostituzione di Slik.
Il 15 giugno 1707 Šlik venne promosso feldmaresciallo. Dal 18 dicembre 1711 al 22 dicembre 1712 fu cancelliere della corona boema,e poi viceré di Giuseppe I in Boemia. Morì a Praga nel 1723.